# Yotsubashi (metropolitana di Osaka)
Yotsubashi (四ツ橋駅?, Yotsubashi-eki) è una stazione della metropolitana di Osaka situata nel centro della città. La stazione è collegata da passaggi sotterranei alla stazione di Shinsaibashi permettendo quindi anche l'interscambio con le linee Midōsuji e Nagahori Tsurumi-ryokuchi.